# Wireless Distribution System
Wireless Distribution System eller kort WDS er et system som muliggør at trådløse basisstationer ikke kun kan sende til hinanden via fastnet, men også kan sende til hinanden trådløst.

## Wireless Distribution System i praksis
Mange trådløse basisstationer og trådløse netkort med driver kan sættes op til at anvende WDS (Wireless Distribution System), som er en IEEE standard. Kig under de eksterne henvisninger.
WDS gør det muligt for et trådløst Acces Point at få udvidet sin dækning med andre acces points uden at det er nødvendigt at forbinde dem med kabel, som det normalt er.
Et acces point kan enten være hovedstation eller fjernadgang til hovedstationen. En hovedstation er typisk forbundet til internetforbindelsen.